# Hauptstraße (Fürstenfeldbruck)

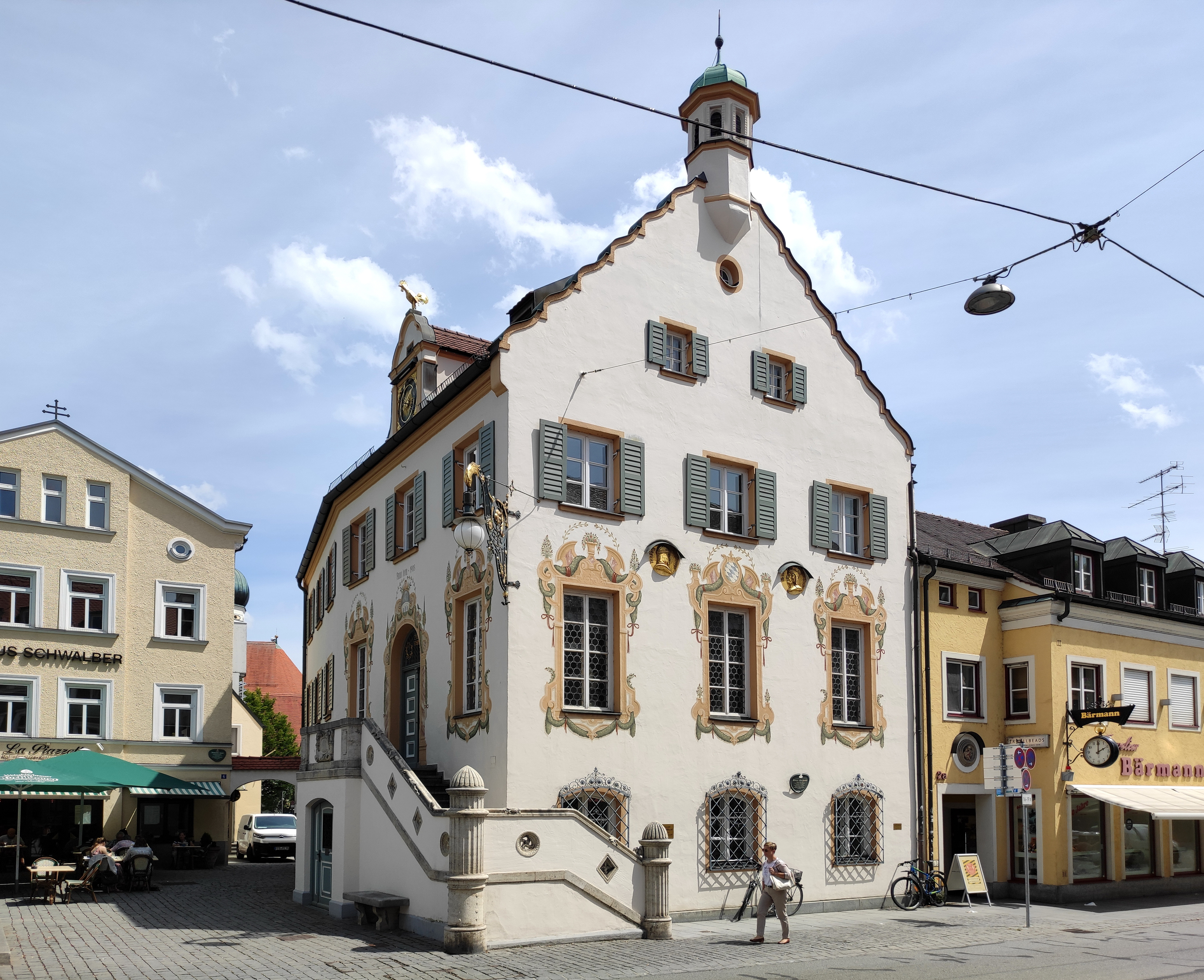
Das alte Rathaus

Die Hauptstraße ist eine Straße in der Großen Kreisstadt Fürstenfeldbruck und Teil der Bundesstraße 2. Sie beginnt im Übergang von der Münchener Straße und endet am Rathaus in Fürstenfeldbruck, wo sie sich nach links in die Pucher Straße und nach rechts in die Dachauer und Augsburger Straße verzweigt. Die Hauptstraße in Fürstenfeldbruck ist unter anderem Geburtsort des Bildhauers und Erzgießers Ferdinand von Miller, der im Haus Nr. 15, dem ehemaligen Cafe Brameshuber, geboren wurde. An der Hauptstraße befinden sich sowohl das Alte Rathaus mit Standesamt als auch das neue Rathaus sowie das markante Gebäude der Sparkasse Fürstenfeldbruck.

## Gebäude und Baudenkmäler
Das Ensemble Hauptstraße mit Leonhardsplatz umfasst den ältesten Ortskern Fürstenfeldbrucks, in der Fürstenfeldbrucker Hauptstraße die Anwesen Hauptstraße 1, 25, 27, 28, 30–34, und 36.

### Liste der Baudenkmäler
| Lage                                          | Objekt                                                          | Beschreibung | Akten-Nr.                         | Bild                                                    |
| --------------------------------------------- | --------------------------------------------------------------- | --- | --------------------------------- | ------------------------------------------------------- |
| Amper; Hauptstraße; Leonhardsplatz (Standort) | Amperbrücke                                                     | Eisenbetonbrücke mit Widerlagern, zwei Pfeilern und Überbau aus Plattenbalken, Brüstung mit Kanzeln und Wappen, von Dyckerhoff und Widmann, bezeichnet 1909.                                                               | D-1-79-121-133 Wikidata           | weitere Bilder                                          |
| Hauptstraße (Standort)                        | Brückenfigur Hl. Johann Nepomuk                                 | mit Flussfigur der Moldau, von Franz Hoser, 1924 | D-1-79-121-133 zugehörig Wikidata | Brückenfigur Hl. Johann Nepomuk                         |
| Hauptstraße (Standort)                        | Kriegerdenkmal                                                  | neubarocker Brunnen mit Figur des Hl. Sebastian und Putten, oktogonales Becken mit Brunnenpfeiler, von Franz Hoser, um 1923                                                                                                | D-1-79-121-9 Wikidata             | Kriegerdenkmal                                          |
| Hauptstraße 1 a (Standort)                    | Ehemals Gasthof                                                 | dreigeschossiger langgestreckter Traufseitbau zu 10 Achsen mit seitlich angeschlossenem zweigeschossigem Nebengebäude, um 1710                                                                                             | D-1-79-121-70 Wikidata            | Ehemals Gasthof                                         |
| Hauptstraße 2 a (Standort)                    | Relieftondo                                                     | Madonna mit Kind, Ende 19. Jahrhundert | D-1-79-121-10 Wikidata            | Relieftondo                                             |
| Hauptstraße 3 (Standort)                      | Ehemals Nebengebäude                                            | dreigeschossiger barocker Traufseitbau mit reicher Putzgliederung und Gewölbe im Erdgeschoss, bezeichnet 1722 | D-1-79-121-12 Wikidata            | Ehemals Nebengebäude                                    |
| Hauptstraße 4 (Standort)                      | Ehemals Bürgerhaus und Altes Rathaus, sogenanntes Moraschenhaus | dreigeschossiger Giebelbau mit Freitreppe und Giebelreiter, Neubau von 1781, von Johann Marggraff 1866/68 umgebaut, weitere Veränderungen 1908                                                                             | D-1-79-121-13 Wikidata            | weitere Bilder                                          |
| Hauptstraße 5 (Standort)                      | Wohn- und Geschäftshaus                                         | dreigeschossiger Eckbau im Stil der Neurenaissance, mit Ecktürmchen und reicher Fassadengestaltung, 1897 | D-1-79-121-14 Wikidata            | Wohn- und Geschäftshaus                                 |
| Hauptstraße 7 (Standort)                      | Ehemals Postamt und Hotel                                       | dreigeschossiger spätklassizistischer Eckbau mit Erker und Putzgliederung, über älteren Kellern 1872 errichtet, Veränderung der Fassade 1965                                                                               | D-1-79-121-15 Wikidata            | Ehemals Postamt und Hotel                               |
| Hauptstraße 9 (Standort)                      | Ehemals Klosterrichterhaus, später Rentamt und Forstamt         | dreigeschossiger Satteldachbau mit Flacherker und großem Toreingang, errichtet 1626 als zweigeschossiges Traufseithaus, Fassadenerneuerung und zweites Obergeschoss frühes 19. Jahrhundert, Überarbeitung der Fassade 1885 | D-1-79-121-16 Wikidata            | Ehemals Klosterrichterhaus, später Rentamt und Forstamt |
| Hauptstraße 12 (Standort)                     | Wohnhaus                                                        | schmaler zweigeschossiger Bau mit geschweiftem Giebel und Erker, 18. Jahrhundert | D-1-79-121-18 Wikidata            | Wohnhaus                                                |
| Hauptstraße 13 (Standort)                     | Ehemals Lebzelterhaus, jetzt Wohn- und Geschäftshaus            | zweigeschossiger Giebelbau mit Halbwalm und Steherker, 2. Hälfte 18. Jahrhundert | D-1-79-121-19 Wikidata            | weitere Bilder                                          |
| Hauptstraße 15 (Standort)                     | Gedenktafel für Ferdinand von Miller                            | Relieftafel zur Erinnerung an das bereits abgebrochene Geburtshaus von Ferdinand von Miller, Bronze, wohl 1936; Mosaikarbeiten, zwei Bilder mit Lebzelterei-Motiven, wohl 1902 in München entstanden, um 1936 transloziert | D-1-79-121-21 Wikidata            | weitere Bilder                                          |
| Hauptstraße 17 (Standort)                     | Wohn- und Geschäftshaus, sogenannt Beim Inneren Färber          | zweigeschossiger Giebelbau mit Bänderung und Flacherker, nach 1704, transloziertes Mosaik um 1902 | D-1-79-121-22 Wikidata            | weitere Bilder                                          |
| Hauptstraße 31 (Standort)                     | Ehemals Landratsamt (jetzt Rathaus)                             | langgestreckter zweigeschossiger Satteldachbau mit Zwerchhaus, im Kern nach 1704, Erneuerungen und neubarocker Stuckdekor, 1914                                                                                            | D-1-79-121-23 Wikidata            | weitere Bilder                                          |
| Hauptstraße 32 (Standort)                     | Wohn- und Geschäftshaus                                         | kleiner zweigeschossiger Giebelbau, wohl nach 1704, Fassade 1927 überarbeitet | D-1-79-121-24 Wikidata            | Wohn- und Geschäftshaus                                 |
| Hauptstraße 36 (Standort)                     | Wohn- und Geschäftshaus                                         | dreigeschossiger Neurenaissancebau mit Zwerchhäusern, Eckerker und Marienstatue, 1896 | D-1-79-121-78 Wikidata            | weitere Bilder                                          |